# Jiang Lin
Jiang Lin (姜林S, Jiāng LínP) (23 ottobre 1981) è un arciere cinese.

## Palmarès

### Olimpiadi
- 1 medaglia:
  - 1 oro (Pechino 2008 a squadre)